# Coarraze
Coarraze é uma comuna francesa na região administrativa da Nova Aquitânia, no departamento dos Pirenéus Atlânticos. Estende-se por uma área de 14,83 km². Em 2010 a comuna tinha 2 306 habitantes (densidade: 155,5 hab./km²).